# Kopa (polana)
Kopa – polana w Gorcach, na grzbiecie odchodzącym od Kudłonia w północno-zachodnim kierunku do miejscowości Konina. Polana ma powierzchnię 5,11 ha, zajmuje partie szczytowe Kopy i położona jest na wysokości 930–1034 m n.p.m. Po zaprzestaniu jej użytkowania zarasta stopniowo borówczyskami i maliniakami, a następnie lasem. Część zbiorowisk łąkowych już zanikła, reszta jest zubożona gatunkowo.
W środkowej części polany można spotkać jeszcze płat łąki mieczykowo-wiechlinowej z dominującą wiechliną zwyczajną i czerwono zakwitającym, coraz już rzadszym mieczykiem dachówkowatym. Z traw oprócz wiechliny licznie występuje śmiałek darniowy i kostrzewa czerwona. Występują też pojedyncze kępy trującej ciemiężycy zielonej, a w suchych miejscach pięciornika złotego.
Polana jest świtem i o zmierzchu odwiedzana przez jarząbki, sarny i jelenie poszukujące tutaj pożywienia. W powietrzu często obserwować można myszołowa zwyczajnego, na skraju lasu czasami czatuje puszczyk uralski, obserwowano tutaj także najmniejszą z sów – sóweczkę. Liczne są na polanie motyle, szczególnie mieniak stróżnik, mieniak tęczowiec, rusałka wierzbowiec i rusałka żałobnik.
Z polany szerokie widoki na Beskid Wyspowy. Nieco poniżej szlaku stoi niszczejący szałas charakterystyczny dla dawnego budownictwa Zagórzan – etnicznej grupy ludności zamieszkującej tę część Gorców. Miał on czterospadowy dach i duży wypust nad wejściem. Jest to jeden z nielicznych jeszcze zachowanych szałasów tego typu. W lesie powyżej polany znajdują się wychodnie skalne. Największe z nich tworzą skalne ambony o wysokości do 20 m. Obok polany Kopa znajduje się jaskinia Szczelina w Kudłoniu.
Polana Kopa znajduje się na obszarze Gorczańskiego Parku Narodowego i należy do Koniny (obecnie to część wsi Poręba Wielka w województwie małopolskim, w powiecie limanowskim, w gminie Niedźwiedź).

## Szlaki turystyki pieszej

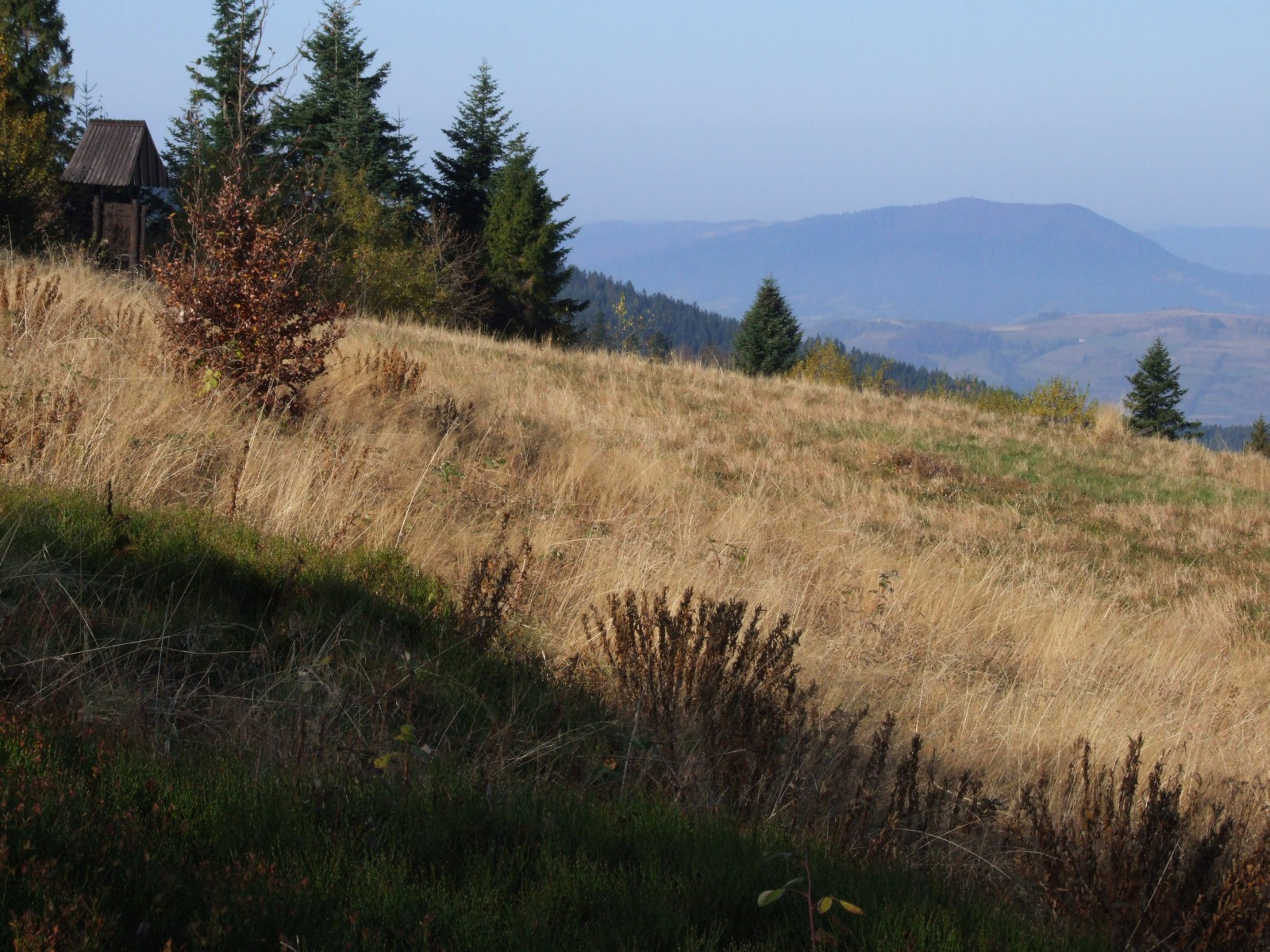
Polana Kopa. W głębi Luboń Wielki

Konina – Cyrla Hanulowa – Kopa – Figurki Niżne – Figurki Średnie – Figurki – Pustak – Kudłoń. Odległość 4,5 km, suma podejść 610 m, czas przejścia 2 godz., z powrotem 1 godz. 10 min.